# Єрмунчино
Єрму́нчино (рос. Ермунчино, башк. Ярмунса) — село у складі Туймазинського району Башкортостану, Росія. Входить до складу Бішкураєвської сільської ради.
Населення — 340 осіб (2010; 325 у 2002).
Національний склад:
- башкири — 78 %